# Орел (геральдика)

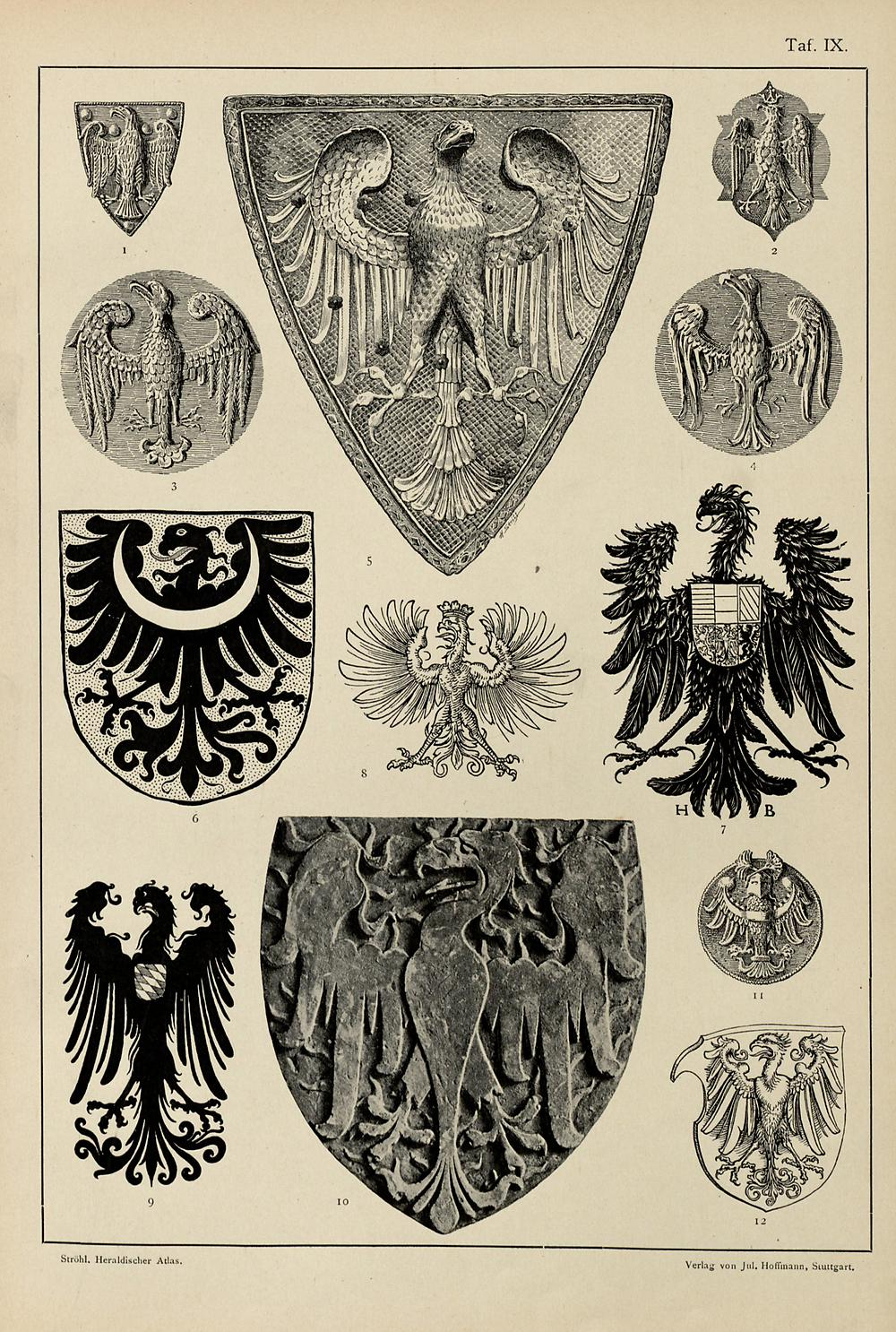
Приклади орлів у геральдиці

Орел використовується в геральдиці як негеральдична фігура, щитотримач чи нашоломник.
Символізує безсмертя, мужність, далекоглядність і силу, вважається «королем неба» і посланцем богів. Давні греки прирівнювали орла до Зевса, римляни до Юпітера, германські племена до Одіна. За часу розповсюдження християнства орел, зокрема й в геральдиці, став атрибутом Іоанна.

## Різновиди
|  | Естенський орел             | у лазуровому полі срібний орел із золотою короною і озброєнням.                   |
|  | Моравський орел             | у синьому полі срібний орел із золотим озброєнням, покритий червоними квадратами. |
|  | Німецький (імперський) орел | у золотому полі чорний орел із червоними лапами і язиком.                         |
|  | Опольський орел             | у синьому полі золотий орел.                                                      |
|  | Польський орел              | у червоному полі срібний орел із золотою короною і озброєнням.                    |

## Україна

Чернігівська область
Кіровоградська область
Чернігів
Коломия
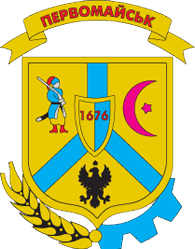
Первомайськ
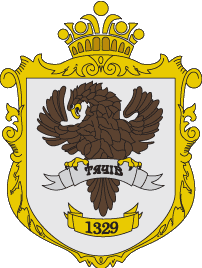
Тячів
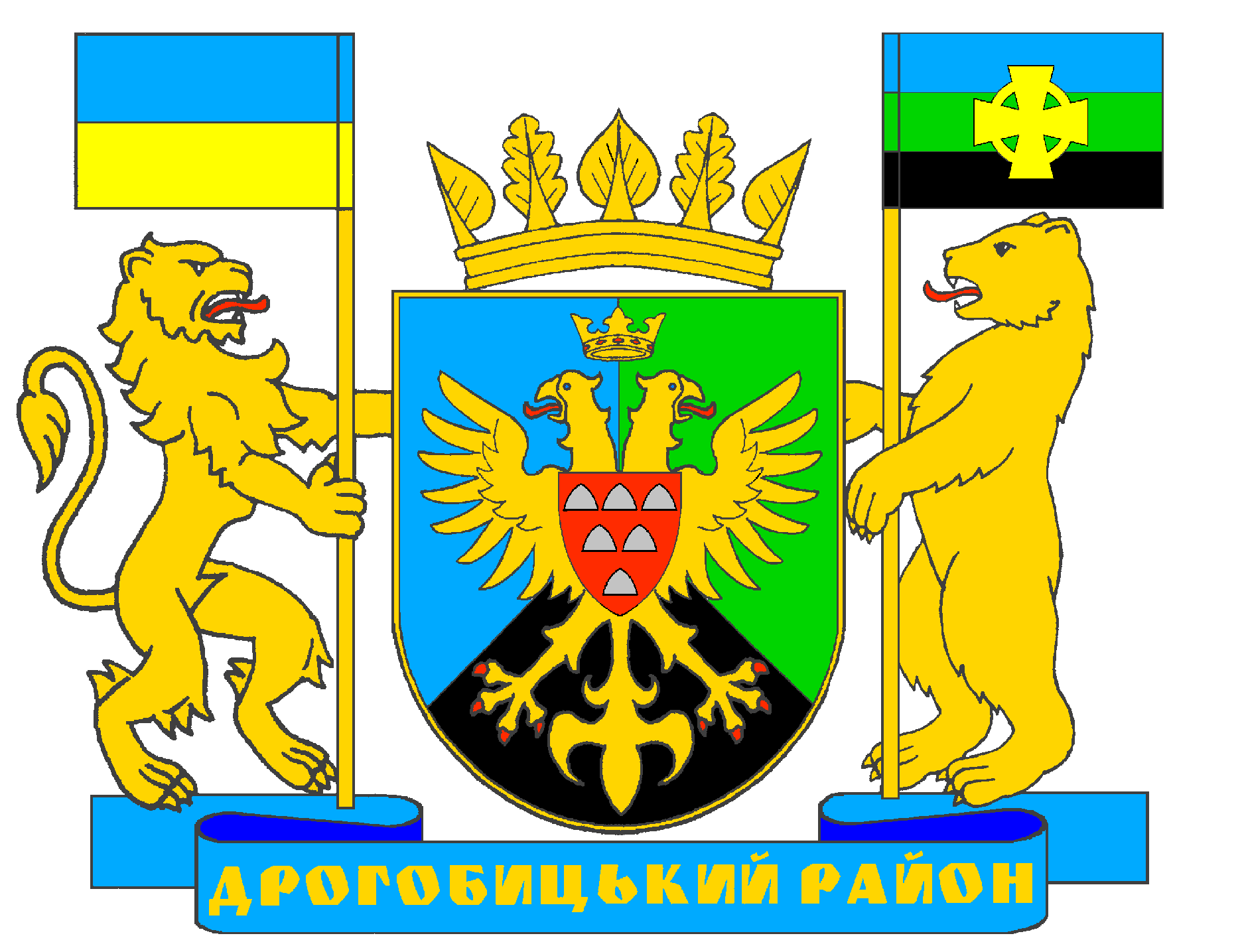
Дрогобицький район
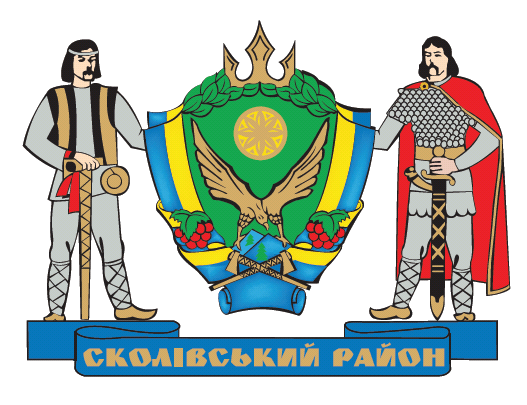
Сколівський район
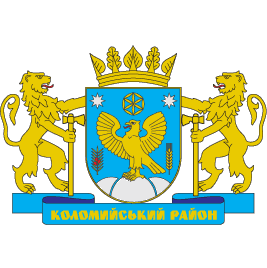
Коломийський район
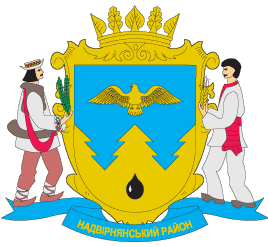
Надвірнянський район
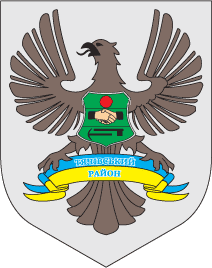
Тячівський район
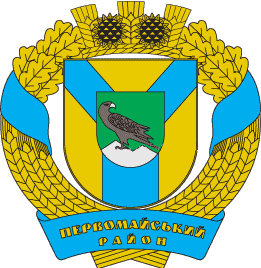
Первомайський район (Миколаївська область)

## Світ

### Європа

Австрія
Албанія
Вірменія
Німеччина
Ісландія
Ліхтенштейн
Молдова
Польща
Росія
Румунія
Сербія
Чехія
Чорногорія

### Азія

Індонезія
Ірак
Сирія

### Африка

Єгипет

### Америка

Болівія
Колумбія
Мексика
Панама
Сполучені Штати Америки
Чилі
Еквадор